# 广州白云国际机场股份
广州白云国际机场股份有限公司（上交所：600004，简称：白云机场），是一家从事机场营运的上市公司。

## 概述
公司于2000年9月19日成立，2003年4月28日于上海证券交易所A股上市。2004年2月25日控股股东由广州白云国际机场集团公司变更为广东省机场管理集团公司，实际控制人由中国民用航空总局变更为广东省人民政府；同年8月5日公司主营业务从旧白云机场迁至新白云机场。

## 治理
广州白云国际机场股份有限公司旗下有主要控股参股公司：
- 广州白云国际机场地勤服务有限公司 51%
- 广州白云国际机场商旅服务有限公司 100%
- 广州白云国际广告有限公司 100%
- 广州白云国际机场汉莎航空食品有限公司 70%
- 广州白云国际机场空港快线运输有限公司 75%
- 广州市翔龙机动车检测有限公司 100%
- 广东机场白云信息科技有限公司 45%
- 广州白云国际机场第二航站区管理有限公司 100%
- 广州宏利实业投资有限公司 100%
- 广州白云空港设备技术发展有限公司 75%
- 广州白云国际物流有限公司 29%
- 广州白云航空货站有限责任公司 30%
- 广东省机场管理集团翼通商务航空服务有限公司 40%